# Unionskampen
Unionskampen är ett årligt travlopp för norsk- eller svenskfödda kallblodstravare som är minst 4 år. Loppet körs på Färjestadstravet i Karlstad under september månad, sedan 2005. Sedan 2013 års upplaga är förstapris i loppet 300 000 kronor. Loppet körs över distansen 2140 meter.
Tekno Odin vann 2016 års upplaga av loppet på tiden 1.19,1, och krossade då Järvsöfaks tidigare världsrekord över distansen.

## Vinnare
| År   | Häst             | Kusk               | Tränare                | Tid              | Odds             | Nationalitet |
| ---- | ---------------- | ------------------ | ---------------------- | ---------------- | ---------------- | ------------ |
| 2024 | Månlykke A.M.    | Magnus A. Djuse    | Gunnar Melander        | 1.21,4           | 5.79             | Sverige      |
| 2023 | Stumne Fyr       | Ole Johan Östre    | Merete Viksås          | 1.20,4           | 71.73            | Norge        |
| 2022 | Odd Herakles     | Tom Erik Solberg   | Odd Paulsen            | 1.21,2           | 1.48             | Norge        |
| 2021 | Tangen Haap      | Erik Adielsson     | Björn Karlsson         | 1.21,6           | 2.39             | Sverige      |
| 2020 | Odd Herakles     | Tom Erik Solberg   | Odd Paulsen            | 1.20,9           | 1.10             | Norge        |
| 2019 | Odd Herakles     | Tom Erik Solberg   | Lars O. Romtveit       | 1.20,4           | 1.52             | Norge        |
| 2018 | Myhreng Jerker   | Olav Mikkelborg    | Olav Mikkelborg        | 1.21,3           | 18.90            | Norge        |
| 2017 | Odin Tabac       | Jörgen Westholm    | Jörgen Westholm        | 1.20,4           | 8.40             | Sverige      |
| 2016 | Tekno Odin       | Öystein Tjomsland  | Öystein Tjomsland      | 1.19,1           | 1.39             | Norge        |
| 2015 | Lome Brage       | Per Oleg Midtfjeld | Bengt Erik Persson     | 1.21,0           | 1.92             | Norge        |
| 2014 | Gylden Balder    | Kai Johansen       | Jeanett Marie Dagsvold | 1.22,1           | 11.01            | Norge        |
| 2013 | Tekno Odin       | Öystein Tjomsland  | Öystein Tjomsland      | 1.21,2           | 1.59             | Norge        |
| 2012 | Stjerne Faks     | Tom Erik Solberg   | Kåre Refsland          | 1.24,3           | 8.51             | Norge        |
| 2011 | Gomnes Tornado   | Gunnar Austevoll   | Björn Gulbrandsen      | 1.24,3           | 3.16             | Norge        |
| 2010 | Voje Nido        | Åsbjörn Tengsareid | Geir Flåten            | 1.25,0           | 48.07            | Norge        |
| 2009 | Stamping         | Bo Landgren        | Arne Andersson         | 1.24,1           | 3.81             | Sverige      |
| 2008 | Odins Kjempe     | Tor Wollebaek      | Knut Haakenstad        | 1.24,5           | 1.80             | Norge        |
| 2007 | Moe Tor          | Örjan Kihlström    | Börje Björkvall        | 1.24,4           | 4.05             | Sverige      |
| 2006 | Loppet kördes ej | Loppet kördes ej   | Loppet kördes ej       | Loppet kördes ej | Loppet kördes ej |              |
| 2005 | Åkre Lurifax     | Stig H. Johansson  | Anna Svensson          | 1.23,3           | 3.20             | Sverige      |